# Restrict
La parola chiave restrict è usata nel linguaggio C (a partire dallo standard C99) per qualificare un puntatore come non soggetto ad aliasing da parte di altri puntatori non dichiarati a partire da esso. Nel dichiarare un puntatore restrict, il programmatore esegue una dichiarazione di intento, informando il compilatore che, nel suo intero ciclo di vita, solo quel puntatore ed eventualmente altri puntatori derivati a partire da esso saranno usati per accedere all'oggetto puntato. Se la dichiarazione di intento è violata dal programmatore e un altro puntatore è usato per accedere all'oggetto, il comportamento del programma è indefinito.
Tale informazione consente al compilatore di generare codice meglio ottimizzato: in principio, l'aggiunta di restrict allo standard C consente di colmare il divario rispetto a Fortran in applicazioni di calcolo numerico.
Lo standard del linguaggio C++ non prevede la parola chiave restrict, ma molti compilatori implementano una parola chiave non-standard che fornisce un effetto analogo alla controparte in C, ad esempio __restrict__ in GCC o __restrict e __declspec(restrict) in Visual C++.

## Ottimizzazione
Se il compilatore è certo che solo un puntatore può accedere ad un blocco di memoria, è possibile generare codice meglio ottimizzato, ad esempio modificando l'ordine delle istruzioni per eseguire tutte le operazioni di load o store consecutivamente, oppure evitando di caricare più volte uno stesso valore (sapendo che non può essere modificato tramite un altro puntatore restrict). Ad esempio, data la funzione
```
void
 
updatePtrs
(
size_t
 
*
ptrA
,
 
size_t
 
*
ptrB
,
 
size_t
 
*
val
)

{

  
*
ptrA
 
+=
 
*
val
;

  
*
ptrB
 
+=
 
*
val
;

}

```

i puntatori ptrA, ptrB, e val potrebbero accedere ad una stessa regione di memoria (pointer aliasing), per cui il compilatore deve tenere conto di questa possibilità nel generare il codice macchina. Ad esempio, gcc -O3 -S (usando gcc versione 8.2) genera il seguente assembly x86-64 per il corpo della funzione
```
movq
	
(
%
rdx
),
 
%
rax

addq
	
%
rax
,
 
(
%
rdi
)

movq
	
(
%
rdx
),
 
%
rax

addq
	
%
rax
,
 
(
%
rsi
)

ret

```

Se l'aliasing è escluso, qualificando i puntatori come restrict nella dichiarazione
```
void
 
updatePtrs
(
size_t
 
*
 
restrict
 
ptrA
,
 
size_t
 
*
 
restrict
 
ptrB
,
 
size_t
 
*
 
restrict
 
val
);

```

il compilatore può legittimamente assumere che ptrA, ptrB, e val accederanno sempre a regioni di memoria non sovrapposte e operazioni eseguite tramite un puntatore non avranno effetto sugli oggetti riferiti da altri puntatori (è comunque responsabilità del programmatore di garantire questo fatto nella scrittura del codice). Questo rende superfluo leggere nuovamente il valore puntato da val dopo aver eseguito la prima istruzione, e l'assembly diventa
```
movq
	
(
%
rdx
),
 
%
rax

addq
	
%
rax
,
 
(
%
rdi
)

addq
	
%
rax
,
 
(
%
rsi
)

ret

```